# NodeBox
Nodebox，是一个建立在Python语言基础上的自由开源图形软件，可在mac OS X，Windows和Linux平台上运行。软件由法国Saint-Luc d'Anvers美院试验媒体小组的Frederik De Bleser和Tom De Smedt所开发。 
它有自带的图形库，也可以从Photoshop和Illustrator导入矢量图形，或者自定义编码生成二维分形图像和动画，可导出为PDF和Quick Time文件。